# Leslie Fry
Leslie Fry (nom de plume de Paquita de Shishmareff) née le 16 février 1882 à Paris (France) et morte le 15 juillet 1970 est une essayiste américaine complotiste et agent de propagande du nazisme aux États-Unis qui entre autres fera des rapprochements entre le Bund germano-américain et le Ku Klux Klan et entre les milieux artistiques américains et le nazisme,,,,.

## Biographie
L'ouvrage majeur de Leslie Fry, intitulé Waters Flowing Eastward (littéralement « Des Eaux s'écoulant vers l'Est », 1931), tentait de prouver que les Protocoles des Sages de Sion (canular antisémite) feraient partie d'un complot pour détruire la civilisation chrétienne.
En 1934, elle publie Léo Taxil et la franc-maçonnerie. Lettres inédites publiées par les amis de Monseigneur Jouin (Chatou, British American Press). Propagandiste et pamphlétaire antimaçonnique et antisémite, proche de l'extrême-droite, l'auteur prétend qu'un « fonds de vérité d'une importance incalculable [était] contenu dans les œuvres attribuées au  Léo Taxil […]. Que pour en déguiser la source et la portée, il eût, avec son cerveau de Méridional et son amour des tréteaux, inventé la mise en scène, cela n'enlèverait rien à l'authenticité de certaines révélations » .
Leslie Fry était l'associée et l'amie de la complotiste Edith Starr Miller (Lady Queenborough). Durant 10 ans, elles analysèrent le travail de Nesta H. Webster et conclurent, à l'inverse de Webster, que la Grande Loge unie d'Angleterre était très impliquée dans l'occultisme et le satanisme (sic). La résultante de leur collaboration fut leur livre Occult Theocrasy (2 vols., Paris, 1933). Dans ce livre, Miller et Fry développent la thèse du complot judéo-bolchévisme et d'une responsabilité de la communauté juive dans la Première Guerre mondiale.
Leslie Fry comparaîtra devant la House Un-American Activities Committee (Commission d'enquête sur les activités anti-américaines de la Chambre des représentants) pour ses activités d'agent de propagande du nazisme,.

## Publications (sélective)
- 1931 : Waters Flowing Eastward: The War Against The Kingship Of Christ, CPA, 1931, rééd. 1997, 267 p. (ISBN 9780944379165),
- 1935 : The Jews And The British Empire nwo illuminati freemasons, Sons of Liberty, 1935, 8 p. (lire en ligne),